# Hogna manicola
Hogna manicola är en spindelart som först beskrevs av Embrik Strand 1906.  Hogna manicola ingår i släktet Hogna och familjen vargspindlar.
Artens utbredningsområde är Etiopien. Inga underarter finns listade i Catalogue of Life.